# Van Brienenoordbrug
Van Brienenoordbrug – most łukowy nad Nową Mozą w Rotterdamie, w Holandii. Składa się z dwóch równoległych i niemal identycznych, połączonych ze sobą mostów. Pierwszy z tych mostów został wybudowany w latach 1961–1965, a drugi w latach 1986–1990. Przez most przebiega autostrada A16 (będąca w tym miejscu fragmentem obwodnicy Rotterdamu), po jednej stronie jest również droga dla rowerzystów oraz użytkowników skuterów (dostępne również dla pieszych). Jest to największy most w Holandii.
Pierwsze plany budowy mostu pojawiły się w latach 30. XX wieku. Do realizacji przedsięwzięcia przystąpiono pod koniec lat 50., a właściwa budowa rozpoczęła się w 1961 roku. Uroczyste otwarcie z udziałem królowej Juliany nastąpiło 1 lutego 1965 roku. W 1986 roku rozpoczęto budowę równoległego mostu (po stronie zachodniej), którego oficjalne otwarcie nastąpiło 1 maja 1990 roku.
W chwili oddania mostu do użytku w 1965 roku na Nowej Mozie istniały już dwa inne mosty – drogowy (stary Willemsbrug, otwarty w 1878 roku) i kolejowy (Willemsspoorbrug, otwarty w 1877 roku), przebiegał pod nią także jeden tunel (Maastunnel, oddany do użytku w roku 1942). Już po otwarciu Van Brienenoordbrug powstały na rzece kolejne przeprawy: Beneluxtunnel (tunel drogowy, otwarty w 1967 roku, druga nitka tunelu, wraz z równoległymi tunelami dla rowerzystów oraz dla metra, powstała w 2002 roku), tunel metra pomiędzy stacjami Leuvehaven i Wilhelminaplein (otwarty w 1968 roku wraz z oddaniem do użytku pierwszej linii metra w Rotterdamie), nowy Willemsbrug (most drogowy otwarty w 1981 roku na wschód od poprzedniego, który następnie został zlikwidowany), Willemsspoortunnel (tunel kolejowy otwarty w 1993 roku, zastępując most Willemsspoorbrug, który następnie został zlikwidowany) oraz Erasmusbrug (most drogowy otwarty w 1996 roku).
Most biegnie nad Nową Mozą, a także nad wyspą Eiland van Brienenoord (od której wziął swą nazwę – jej wyboru dokonano w 1962 roku). Całkowita długość mostu wynosi 1320 m, a jego prześwit to 24 m. Głównym fragmentem mostu są dwa równoległe łukowe przęsła, oddalone od siebie o 15 cm. Ich blisko 300-metrowa rozpiętość czyni most największym tego typu obiektem w kraju (choć miano najdłuższego nosi most Zeelandbrug). W północnej części mostu znajduje się także ruchoma sekcja, która może być otwierana dla statków, którym nie wystarcza prześwit 24 m. Procedura otwierania i zamykania mostu wraz z przepłynięciem statku trwa 18 minut, w tym czasie ruch pojazdów na moście zostaje wstrzymany.
Miniatura mostu znajduje się w parku miniatur Madurodam w Hadze.